# Silley-Amancey
Silley-Amancey är en kommun i departementet Doubs i regionen Bourgogne-Franche-Comté i östra Frankrike. Kommunen ligger i kantonen Amancey som tillhör arrondissementet Besançon. År 2022 hade Silley-Amancey 134 invånare.

## Befolkningsutveckling
Antalet invånare i kommunen Silley-Amancey
Referens:INSEE